# Panturkisme

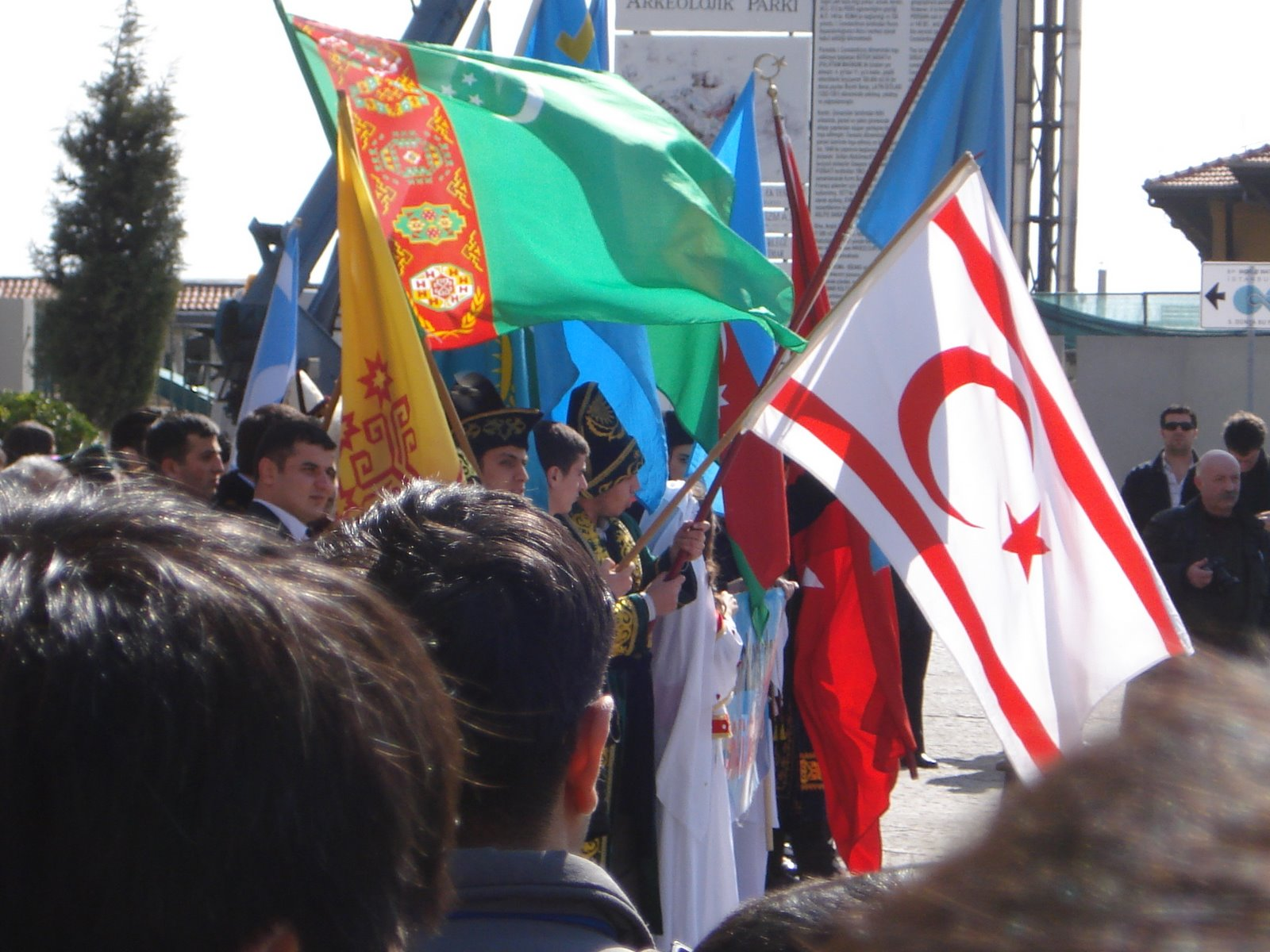
Pan-Turkse demonstratie in Istanbul, Maart 2009.

Panturkisme of panturanisme is een ideologie, waarin streven naar de eenheid van de Turkse volkeren centraal staat. Dit kan zowel culturele eenheid zijn, als politieke.

## Ideologie
Sabirzyan Badretdin, een panturkische ideoloog, omschreef panturkisme als volgt: het streven naar de eenheid van alle Turkse volkeren in een statenbond of zelfs een bondsstaat, in het bijzonder de Turkse volkeren die nog gekoloniseerd zijn.
Badretdin verwijst hierbij impliciet naar Rusland, dat tal van Centraal-Aziatische volkeren telt die verwant zijn met de Turken.

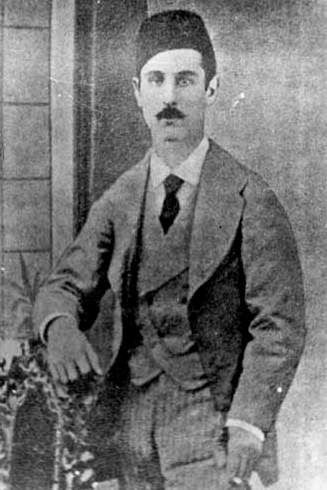
Ismail Bey Gaspirali

Een andere ideoloog is Ismail Gaspirali (geboren: Gasprinsky, naam later verturkst), uit de Russische Krim. Gaspirali leverde vooral een bijdrage aan de panturkische gedachte door een middentaal te ontwerpen tussen het Tataars en Osmanli. Deze taal is makkelijk verstaanbaar voor alle Turkse volkeren, maar brak niet echt door.
Ook dichter en occultist Ziya Gökalp levert de nodige culturele bijdragen aan de panturkistische ideologie.

## Turan
De statenbond of bondsstaat waarin de Turken zouden moeten verenigd worden, aldus het panturkisme, heet Turan. Dit is een groot gebied dat zich uitstrekt van Turkije via Centraal-Azië tot diep in Siberië tot aan de Laptevzee. Meer extremistische voorstellen tonen ontwerpen tot aan Wenen, wat duidelijk een teken is van het irredentistische karakter van het panturkisme aangezien Wenen de grens betekende van de Ottomaanse veroveringen in Europa.

## Turkestan

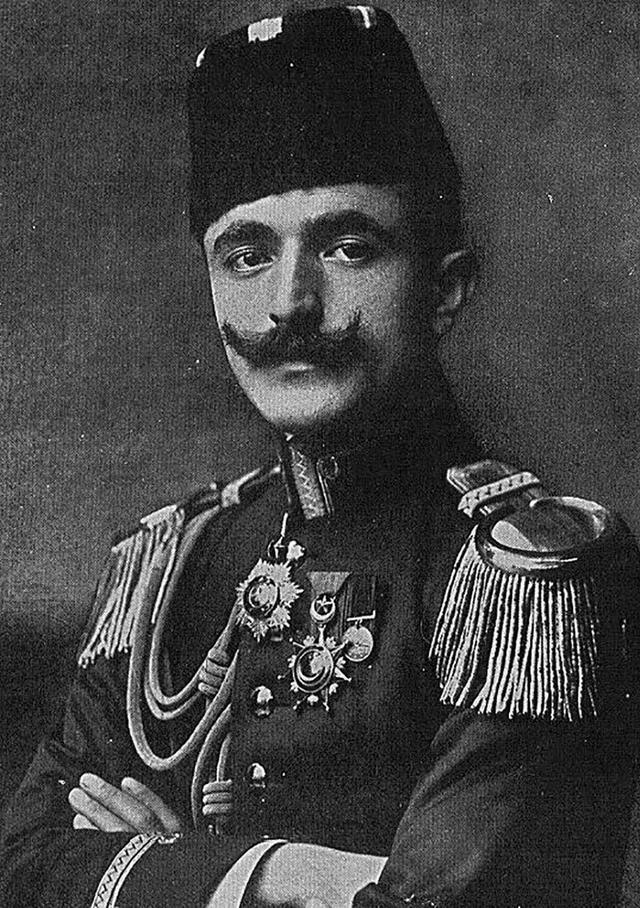
Ismail Enver Pasja

Tijdens de Eerste Wereldoorlog behoorde het Ottomaanse Rijk tot het kamp van Duitsland en Oostenrijk-Hongarije. Het Russische Rijk was daarmee een vijand. Ismail Enver, de militaire opperbevelhebber van het Ottomaanse leger in het oosten, profiteerde hiervan om het Russische Rijk binnen te vallen en "Turkse" gebieden in te lijven. Na aanvankelijk falen, door het optreden van de Russische generaal Nikolaj Joedenitsj tijdens de Kaukasuscampagne, kon hij in 1917 na de Oktoberrevolutie in Rusland van de verwarring gebruikmaken om Rusland (de Zuidelijke Kaukasus) verder in te trekken tijdens de Russische Burgeroorlog met zijn Leger van de Islam. Hij werd door de plaatselijke bevolking als een bevrijder onthaald. Dit was het gevolg van spontaan enthousiasme, maar kwam ook door Turkse en Duitse propaganda.
Inmiddels stond het Ottomaanse Rijk op instorten. Enver bleef verder vechten na de wapenstilstand in de Basmatsjiopstand, en poogde een tweede Turkije uit te bouwen, Turkestan, met als hoofdstad Samarkand. Hij droomde van een nieuw emiraat. In 1921 eiste hij de onafhankelijkheid van de Turkse volkeren van Rusland. Aan zijn droom kwam een einde in 1922, toen hij op 4 augustus omkwam bij een gevecht met het Rode Leger bij Doesjanbe (in het huidige Tadzjikistan).
Ismail Enver Pasja was in Turkije in onmin geraakt. Door zijn rol in de Armeense Genocide werd hij na het einde van de Eerste Wereldoorlog de zondebok voor die genocide. Daarom kan worden aangenomen dat een overwinning van Enver Pasja, indien zij plaats zou gehad hebben, niet tot Turan zou hebben geleid, maar tot een onafhankelijk Turkestan.

## Turkije
Ook binnen de Jong-Turken vond de Groot-Turkse gedachte aanhang. Toen in 1908 de zwakke sultan Abdülhamit II gedwongen wordt een groot deel van zijn macht af te staan, zagen zij hun kans schoon. De verenigende factor was niet meer de religie, in casu de islam, maar de natie. Men overwoog etnische zuivering om het pure turanistische bloed niet verder te bederven en, onder invloed van de panturkistische minister van buitenlandse zaken Talaat Pasja, werd dit vanaf 1915 in de praktijk gebracht.
Zowel Grieken, joden, Armeniërs als Koerden en christenen waren het slachtoffer hiervan. Deze zuiveringen waren mede het gevolg van frustratie omwille van de slechte prestaties in de oorlog. Aan het einde van de Eerste Wereldoorlog werden volgens verschillende bronnen anderhalf miljoen Armeniërs en een miljoen andere etnische minderheden vermoord. Deze zogenoemde Armeense Genocide wordt tot op heden ontkend door Turkije.
Mustafa Kemal Atatürk zelf, hoewel ook Jong-Turk, was geen groot voorstander van het panturkisme. Desondanks promootte hij wel de stelling dat alle talen in Centraal-Azië afkomstig waren van één oertaal, de Zonnetaal, en dat Turks nog het meeste trok op deze taal. De reden van zijn reserves moet gezocht worden in het feit dat panturkisme eerder volksnationalistisch van oorsprong was en dus eerder in de lijn lag van het beleid na de Eerste Wereldoorlog gedicteerd door de zegevierende geallieerden. Zo erkende het Verdrag van Sèvres het bestaan van andere volkeren op het Turkse grondgebied, zoals de Grieken, de Koerden en de Armenen. Dit zou Turkije stukken van het territorium kosten, zoals Smyrna (het latere İzmir), zonder dat de droom van Turan, en dus een groter territorium in het verschiet lag.

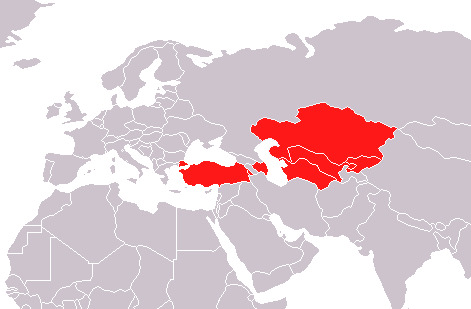
Het kerngebied van het panturkisme

Atatürk zwoer eerder bij het staatsnationalisme en de niet-erkenning van andere volkeren dan het Turkse op het Turkse territorium. Hij bond de strijd aan tegen de geallieerden en de Ottomaanse sultan, won, en kon het Verdrag van Lausanne afdwingen en daarmee de basis leggen voor het moderne Turkije.
Ook de internationale betrekkingen met de Sovjet-Unie waren een reden voor Atatürk om het panturkisme te laten voor wat het is. Samen met de Sovjet-Unie annexeerde Turkije Armenië en zorgde voor niet-vijandige betrekkingen tussen de twee staten.

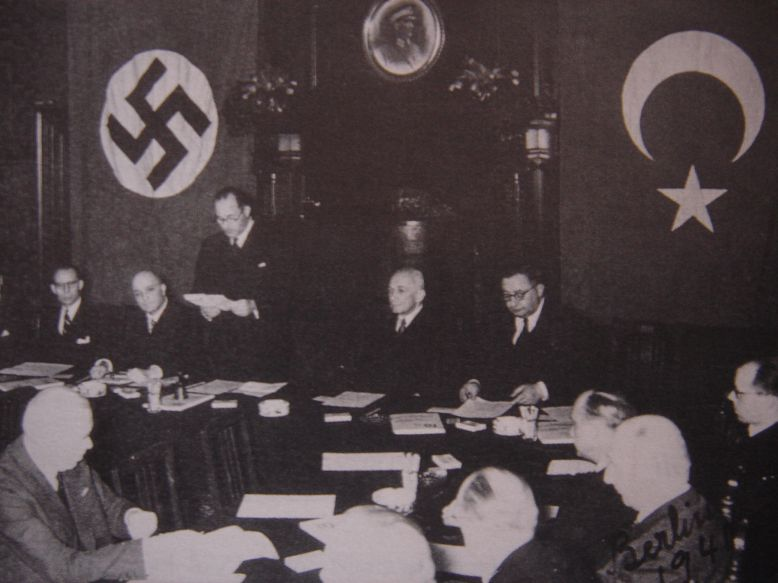

## Tweede Wereldoorlog
De Tweede Wereldoorlog schiep nieuwe mogelijkheden voor het panturkische gedachtegoed. Hitler viel de Sovjet-Unie binnen, maar sloot een vriendschapsverdrag met Turkije. Hiermee was echter de goede verstandhouding tussen de Sovjets en de Turken helemaal verdwenen. Toch voerden de Turken geen annexatiepolitiek. Franz von Papen, de Duitse ambassadeur in Turkije, onderhandelde wel over invloedssferen. Turkije had geen territoriale eisen, maar had graag een invloedssfeer gehad van Turkse staten zoals Turkmenistan en Azerbeidzjan. Hierbij bood ze de Duitsers een panturkisch propagandaplan aan, waarover de nazi's zeer enthousiast waren. Onder dit mom ronselden de Duitsers Turken en Turkse volkeren voor de Waffen-SS (zoals het Osttürkischer Waffenverband SS), waar zo'n 200.000 Turkstaligen in zouden hebben gevochten.
Turkije nam zelf geen deel aan de oorlog, maar bleef een neutraal land, hoewel het duidelijk aan de Duitse kant stond. In die mate zelfs, dat de Turkse regering op het einde van de oorlog uit angst voor de opkomende communisme een showproces voerde tegen panturkische activisten. Ismet Inönü, de president van Turkije, bewees zo zijn goede trouw aan de vriendschap met de Sovjet-Unie. In laatste instantie, in februari 1945, verklaarde Turkije alsnog de oorlog aan Duitsland. Dit betekende ook meteen het einde van het door Turkije gesteunde panturkisme.

## Na de Koude Oorlog
De ineenstorting van de Sovjet-Unie maakte opnieuw de weg vrij voor het panturkisme. Enerzijds door het wegvallen van de Sovjetcensuur, anderzijds ook door nieuwe globale breuklijnen, waarbij het accent niet meer kwam te liggen op de breuklijn tussen vrije markt en planeconomie, maar ook identiteitskwesties gingen opspelen vanwege de centrifugale globalisering. Talrijke landen over de hele wereld veranderden, zoals Tsjecho-Slowakije, Joegoslavië en Mongolië.
De socialistische sovjetrepublieken (SSR's), waaronder de door Turkse volkeren bewoonde, werden onafhankelijk, vaak tegen de zin van Moskou. De autonome socialistische sovjetrepublieken (ASSR's) bleven deel uitmaken van de Russische Federatie, maar met meer autonomie, zoals in Tatarije. Panturkisten richten zich vooral op de culturele band met de nieuwe Turkse staten en leggen minder de klemtoon op politieke eenheid zoals gewenst door Badretdin en Gaspirali. Panturkisten proberen aldus vooral de banden aan te halen tussen Turkije, Turkmenistan, Oezbekistan, Kazachstan, Azerbeidzjan en Kirgizië.
Hiertoe werd in april 1992 Turksoy opgericht, de Vergadering van Turkssprekende Naties. Een van de mogelijke punten is de invoering van het Latijnse schrift (met Turkse modificaties), zoals in Turkije, in plaats van het cyrillisch dat nu gebruikt wordt in onder andere Kazachstan. Ook helpt Turkije in de ontwikkeling van het leger en de politie van verschillende Centraal-Aziatische landen, waaronder Oezbekistan, Kirgizië en Afghanistan. Private pan-Turkistische organisaties staan ook bekend voor het opzetten van hogeronderwijs in Centraal-Azië.
Nadat de toetredingsonderhandelingen van Turkije en de Europese Unie in een impasse geraakte, richtte Turkije in 2009 met de meer ontwikkelde Turkse republieken (Azerbeidzjan, Kazachstan en Kirgizië) de Turkse Raad op. Volgens de uitspraken van de raad kan het op termijn uitgroeien tot een ware politieke en economische unie.

## Mogelijke conflicthaarden

Vlag van Oost-Turkestan

Vlag van Turkije

Niet alle landen zijn gediend van het Panturkisme. Waar de Verenigde Staten soms een bondgenoot was van de Turkse landen is Rusland een bekend tegenstrever van het Panturkisme. Dit om evidente redenen: zelfs als de Turkse staten die voorheen lid waren van de Sovjet-Unie in de invloedssfeer van Turkije komen, verliest Rusland. Momenteel is Rusland namelijk de enige of een van de weinige handelspartners van de Centraal-Aziatische landen. Er zijn amper wegen, sporen en pijpleidingen aangelegd richting andere landen, terwijl de infrastructuur richting Rusland nog groot is. Bovendien azen sommige panturkisten op talrijke deelgebieden van de Russische Federatie zoals deelrepublieken met een grote populatie van Turkse volkeren, zoals Tatarije, Tsjoevasjië, Basjkirostan, Jakoetië, Chakassië en Toeva, maar ook op de Oekraïense Krim (het voormalige Krimkanaat van de Krim-Tataren) en andere gebieden worden claims gelegd.
Ook China is niet gediend met de panturkistische ambities. Haar provincie Sinkiang (Xinjiang) staat bij de panturkisten immers geboekstaafd als Oost-Turkestan. Het conflict van de Turkse Oeigoeren met de Han-Chinezen heeft al vaker tot problemen geleid en zelfs de Turkse president heeft zich er over uitgelaten. Het gebied is extra belangrijk omdat er naast aardgas, goud en andere grondstoffen ook veel aardolie in de grond zit, waarvan de reserves op drie maal die van de USA worden geschat.
Ook Iran kent vele Turkstalige minderheden, die een substantieel deel uitmaken van de totale bevolking van Iran: o.a. de Azerbeidzjanen, Qashqai en de Turkmenen. Vooral de Azerbeidzjanen zouden voor de eenheid van Iran een probleem kunnen vormen, omdat zij nauw verwant zijn aan de Azerbeidzjanen van het al onafhankelijke Azerbeidzjan, wat aan Iran grenst. Bulgarije, met een Turkse populatie van zo'n 9%, zou ook te maken kunnen krijgen met Pan-Turkisme, daar veel Turken in Bulgarije te maken hebben gehad met discriminatie en etnisch geweld in de jaren 80.

## De Panturkistische wereld

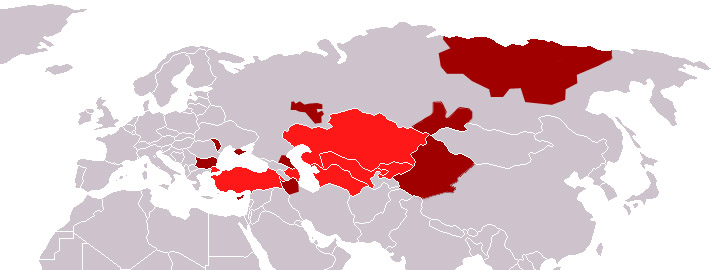
De Panturkische wereld, kerngebied in rood, andere in bordeaux

Gebieden die in de interessesfeer liggen van de PanTurken:
- Afghanistan
  - Oezbeekse, Turkmeense en Azerbeidzjaanse minderheden, naast kleinere varianten
- Azerbeidzjan
- Bulgarije
  - Bulgaarse Turken
- Cyprus
  -  Noord-Cyprus
- Irak
  -  Iraakse Turkmenen
- Iran
  -  Zuid-Azerbeidzjan
- Kazachstan
- Kirgizië
- Moldavië
  -  Gagaoezië
- Oekraïne
  -  Krim
- Oezbekistan
- Rusland
  -  Altaj
  -  Basjkirostan
  -  Chakassië
  -  Dagestan
  -  Kabardië-Balkarië
  -  Karatsjaj-Tsjerkessië
  -  Jakoetië (ook wel Republiek Sacha)
  -   Tatarije
  -  Toeva
- Turkije
- Turkmenistan
- Volksrepubliek China
  -  Oost-Turkestan (Xinjiang)
- Syrië
  -  Syrische Turkmenen

## Organisaties
Er zijn verschillende Pan-Turkische organisaties, die overigens niet per se een Turkse eenheidsstaat nastreven:
- Internationale Organisatie voor Turkse Cultuur (1992)
- Organisatie van Turkse Staten (2006)